# Szapnó
Szapnó (horvátul: Sapna) falu Horvátországban, Pozsega-Szlavónia megyében. Közigazgatásilag Cseglényhez tartozik.

## Fekvése
Pozsegától légvonalban 27, közúton 39 km-re keletre, községközpontjától  légvonalban 3, közúton 4 km-re északkeletre, a Krndija-hegység déli lejtőin fekszik.

## Története
A régészeti leletek tanúsága szerint területe már ősidők óta lakott. Határában a neolitikum kezdeti időszakában virágzott Starčevo-kultúra leleteit találták meg, de ókori lelőhely is található a területén. Szapnó már a középkorban is létezett. 1435-ben „Poss. Sapno” alakban 7 mardurinalis telekkel említik. A települést 1532 körül foglalta el a török és több, mint 150 évig török uralom alatt volt. A török uralom idején a településre pravoszláv szerbek vándoroltak be. A térség 1687-ben szabadult fel a török uralom alól. 1698-ban „Szapna” néven lakosság nélkül szerepel a török uralom alól felszabadított települések összeírásában.
 1702-ben 12, 1740-ben 19 ház állt a településen.
Az első katonai felmérés térképén „Dorf Szapna” néven található. Lipszky János 1808-ban Budán kiadott repertóriumában „Szapna” néven szerepel. 
Nagy Lajos 1829-ben kiadott művében „Sapina” néven 21 házzal, 195 ortodox vallású lakossal találjuk.
1857-ben 191, 1910-ben 302 lakosa volt a településnek. Az 1910-es népszámlálás szerint lakosságának 91%-a szerb, 6%-a horvát, 3%-a német anyanyelvű volt. Pozsega vármegye Pozsegai járásának része volt. Az első világháború után 1918-ban az új szerb-horvát-szlovén állam, majd később (1929-ben) Jugoszlávia része lett. 1991-től a független Horvátországhoz tartozik. 1991-ben lakosságának 89%-a szerb, 6%-a jugoszláv, 4%-a horvát nemzetiségű volt. 2011-ben a településnek 77 lakosa volt.

## Lakossága
| Lakosság változása | Lakosság változása | Lakosság változása | Lakosság változása | Lakosság változása | Lakosság változása | Lakosság változása | Lakosság változása | Lakosság változása | Lakosság változása | Lakosság változása | Lakosság változása | Lakosság változása | Lakosság változása | Lakosság változása | Lakosság változása |
| ------------------ | ------------------ | ------------------ | ------------------ | ------------------ | ------------------ | ------------------ | ------------------ | ------------------ | ------------------ | ------------------ | ------------------ | ------------------ | ------------------ | ------------------ | ------------------ |
| 1857               | 1869               | 1880               | 1890               | 1900               | 1910               | 1921               | 1931               | 1948               | 1953               | 1961               | 1971               | 1981               | 1991               | 2001               | 2011               |
| 191                | 213                | 176                | 198                | 261                | 302                | 322                | 354                | 237                | 255                | 241                | 220                | 180                | 139                | 90                 | 77                 |

## Nevezetességei
Pravoszláv haranglába.